# Villavelayo
Villavelayo est une commune de la communauté autonome de La Rioja, en Espagne.
Villavelayo est située dans la chaîne de montagnes du massif de la Demanda, dans la partie la plus au sud-ouest de la région, à une altitude de 940 mètres. Elle appartient à la sous-région des 7 Villas du 
comarque d'Anguiano. Ses limites ne correspondent pas à une division administrative, mais à une démarcation historique-traditionnelle, culturelle et géographique.

## Personnalités
- Oria de San Millán (1043-1070), sainte de la tradition chrétienne occidentale, est née à Villavelayo.

### Article lié
- Liste des communes de la communauté autonome de La Rioja